# Černihiv
Černihiv (ukrajinsky Чернігів; bělorusky Чарнігаў; historicky znám především jako Černigov; rusky Чернигов; polsky Czernihów, staroslovansky; Чєрнигов) je staroslovanské město na území dnešní Ukrajiny v regionu Polesí v severní části země, v minulosti bylo hlavním městem Černigovského knížectví. Město leží na řece Desna (levý přítok Dněpru). Černihiv je centrem rozlehlé Černihivské oblasti a Černihivského rajónu. Samotné město je rozděleno na 2 rajóny (Desňanský, Novozavodský). V lednu 2022 zde žilo 282 747 obyvatel. V roce 2022 získalo čestný titul Město-hrdina Ukrajiny.

## Dějiny a kultura
Černihiv je jedním z nejstarších slovanských měst; první písemná památka je z roku 907, sídlo však existovalo již v předešlém století. V dobách Kyjevské Rusi byl sídlem Černigovského knížectví (1024–1036 a 1054–1263). Roku 1239 byl dobyt, vyrabován a pobořen Mongoly. V 60. letech 13. století přešel k Brjanskému knížectví, s nímž od 14. století patřil střídavě Litvě, Polsku a Moskevskemu knížectví. Od roku 1801 byl centrem Černigovské gubernie Ruského impéria, od roku 1932 pak sídlem Černihivské oblasti Ukrajinské SSR.
Do března 2022 bylo ve městě množství sakrálních památek od velmi cenných kostelů z 11. století až po ukrajinské baroko a empír. Nejcennější z nich je Spaso-preobraženskyj sobor z 11. století, nejstarší katedrála Kyjevské Rusi.

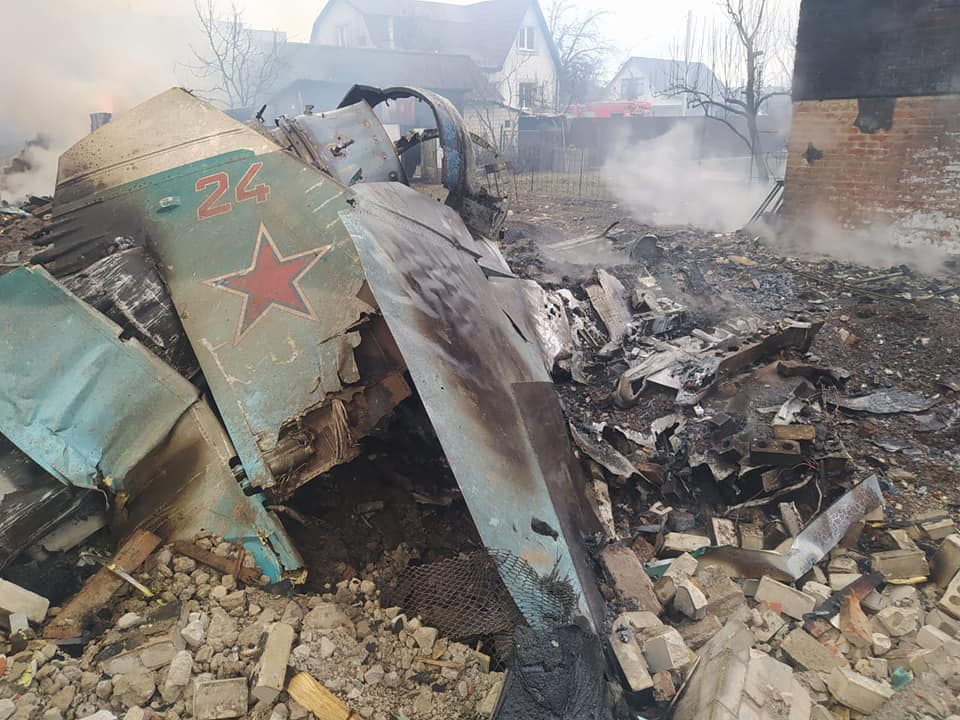
Sestřelený ruský bombardér

## Ruská invaze 2022
Dne 25. února začal první ruský útok na město. 5. března 2022 byly na město svrženy tři letecké bomby FAB-500, jeden bombardér Su-34 byl sestřelen. Pokračovala ruská likvidace města systematickým ničením jeho architektury a infrastruktury, která skončila až vytlačením okupantských vojsk z území severní Ukrajiny. Podle černihivského starosty Vladyslava Atrošenka byla ke konci března 2022 většina zástavby poškozena.
Dne 19. srpna 2023 provedly Ozbrojené síly Ruské federace raketový útok na centrum města, jehož následkem zahynulo 7 civilistů, včetně šestileté dívky, a dalších 144 osob utrpělo zranění. Při raketovém útoku v dubnu 2024 pak zemřelo 17 lidí, dalších asi 60 bylo zraněno.

## Hospodářství a doprava
Ve městě funguje pivovar, podle něhož se jmenuje značka Černihivske, dnes součást koncernu SAN InBev.
Černihiv je největším městem na dnes uzavřené silniční i železniční trase Kyjev–Bělorusko. Leží na železničním úseku Nižyn–Homel, kudy do roku 2022 projížděly rychlíky spojující Ukrajinu s Minskem a Petrohradem; odbočuje zde trať do Slavutyče a k Černobylské jaderné elektrárně. Ve městě je provozována trolejbusová doprava.

## Zajímavosti
- Město leží na stejné zeměpisné šířce jako Londýn, Saratov, Stonehenge.
- Ve stejné délce s Homelem, hlavním městem království Svazijského – Mbabane a geometrickým středem na Ukrajině, sídlem městského typu Dobrovelyčkivka
- 1. místo v žebříčku nejvíce šetrných měst k životnímu prostředí na Ukrajině
- Den města – 21. září

## Rodáci
Ve městě se narodili např.:
- Pavel Axelrod, menševik
- Oleh Ljaško, ukrajinský politik
- Vladimir Antonov-Ovsejenko, bolševický vůdce a diplomat
- Sergej Platonov, historik
- Anatolij Rybakov, ruský spisovatel

## Osobnosti
- Ve zdejším leteckém učilišti se vyučil letcem budoucí kosmonaut Leonid Ivanovič Popov.[5]

## Partnerská města
- Homel, Bělorusko
- Memmingen, Německo
- Hradec Králové, Česko
- Tarnobřeh, Polsko
- Petach Tikva, Izrael
- Gabrovo, Bulharsko
- Ogre, Lotyšsko
- Prilep, Severní Makedonie

## Galerie

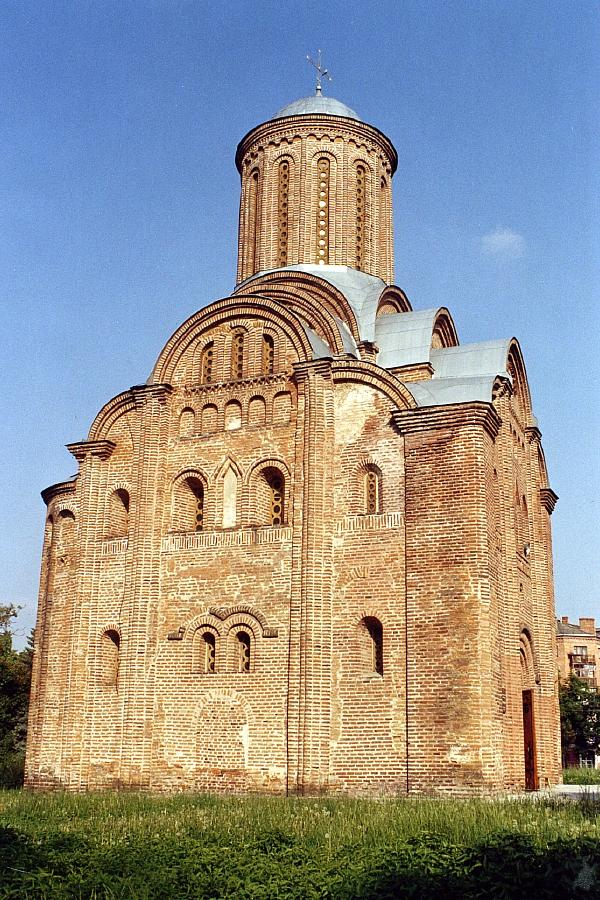
Kostel svaté Paraskevy z počátku 13. století
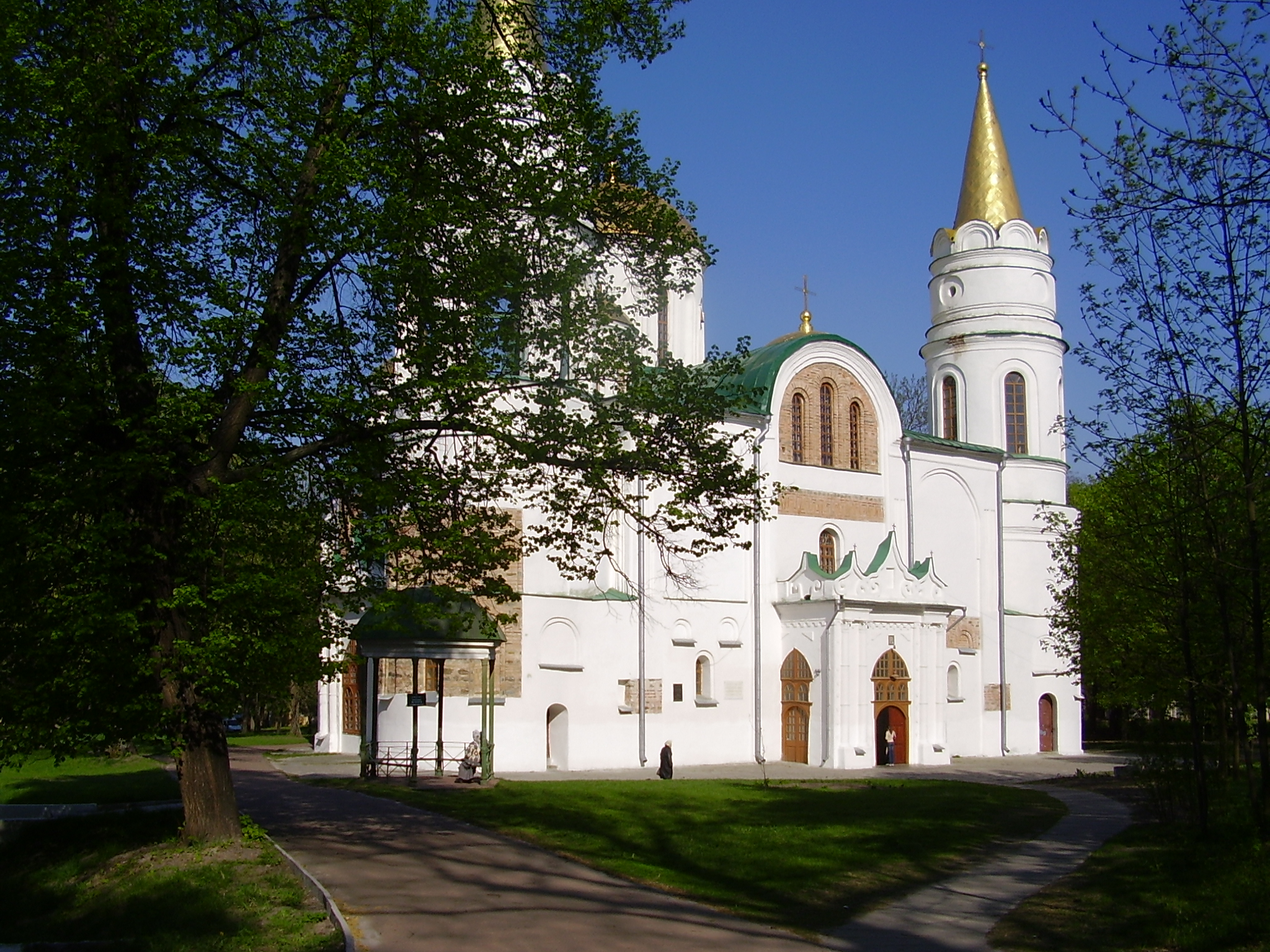
Spaso-preobraženskyj sobor z 11. století
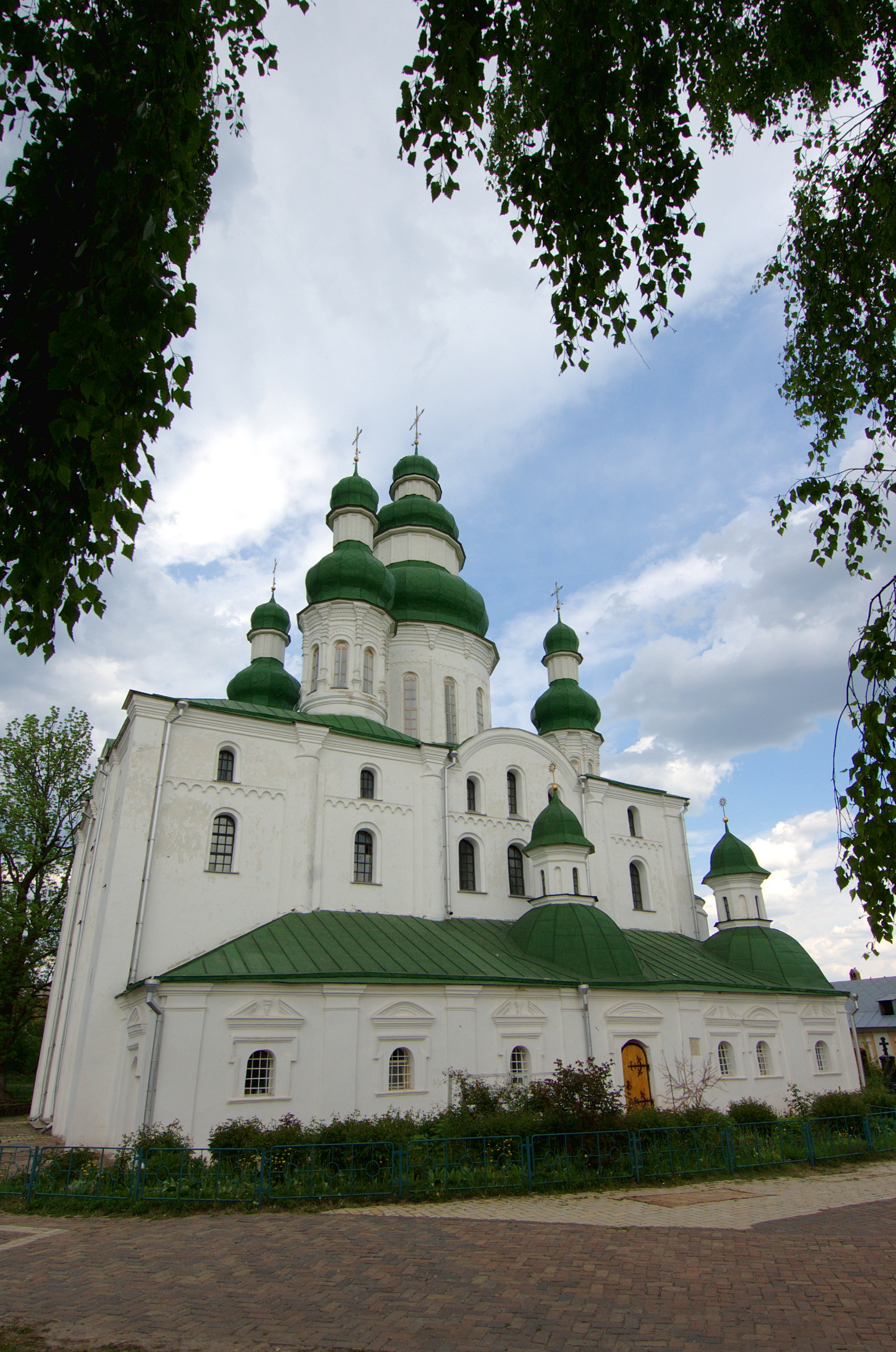
Uspenská katedrála
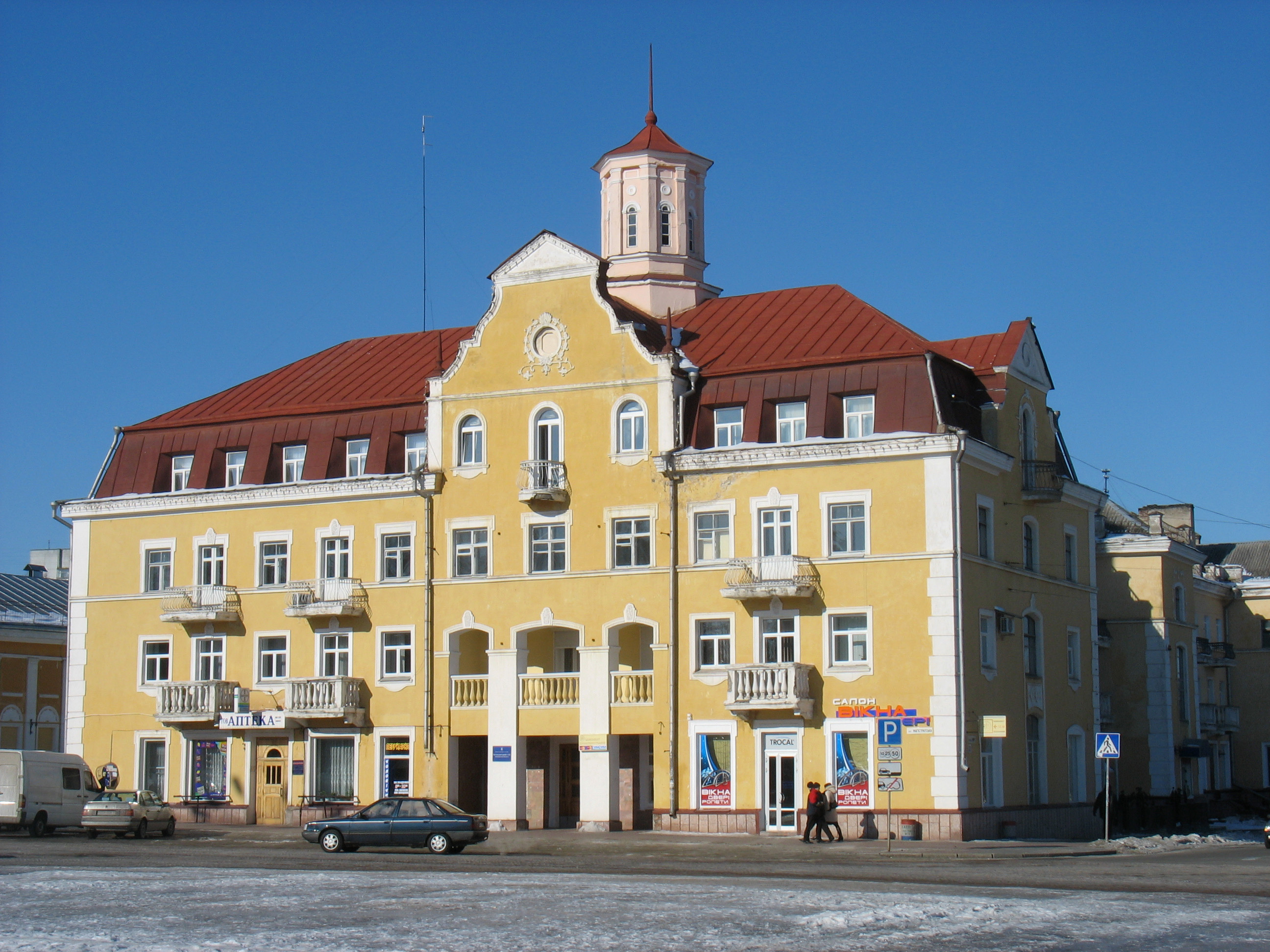
Hotel Desná
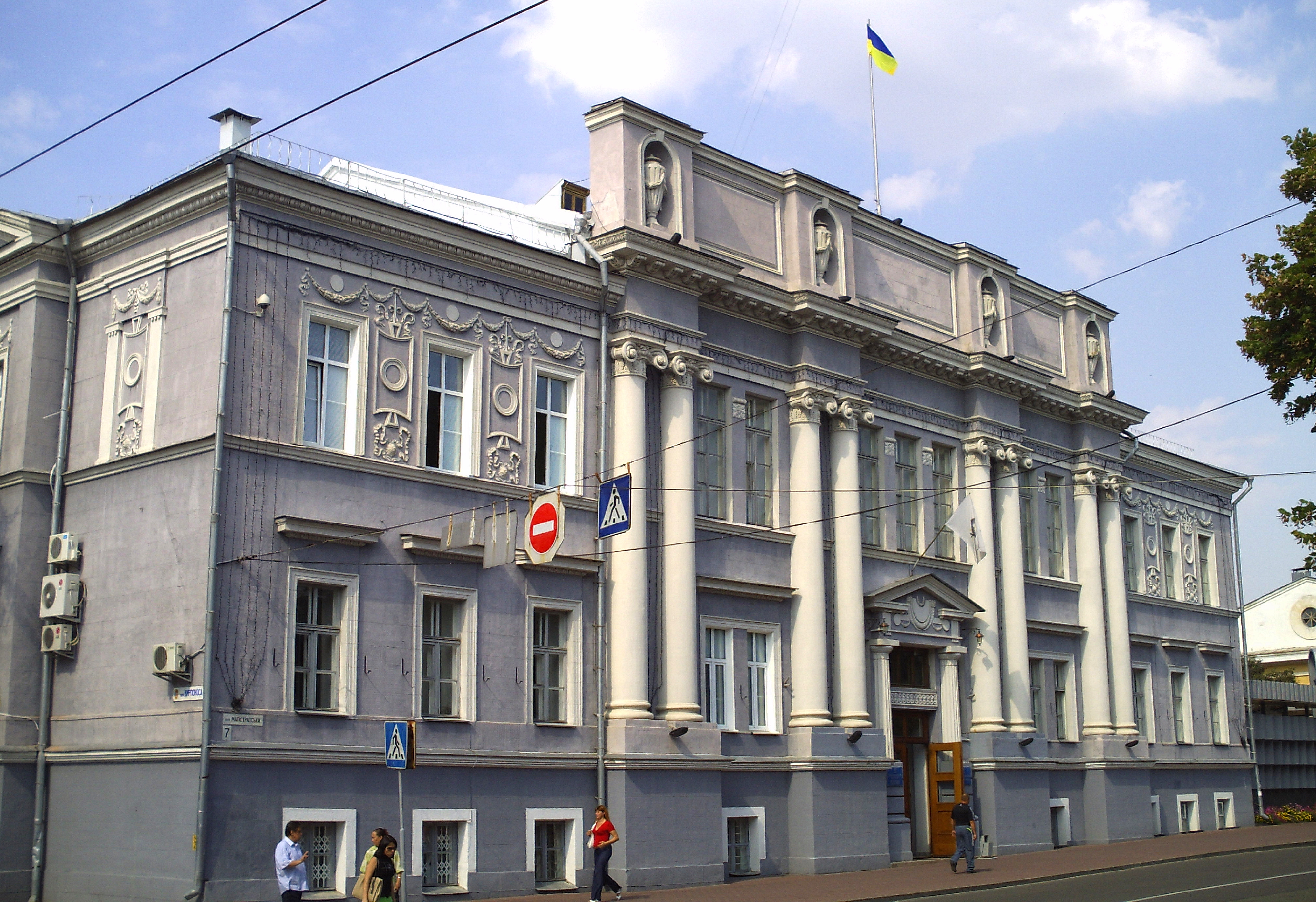
Černihiv městská rada
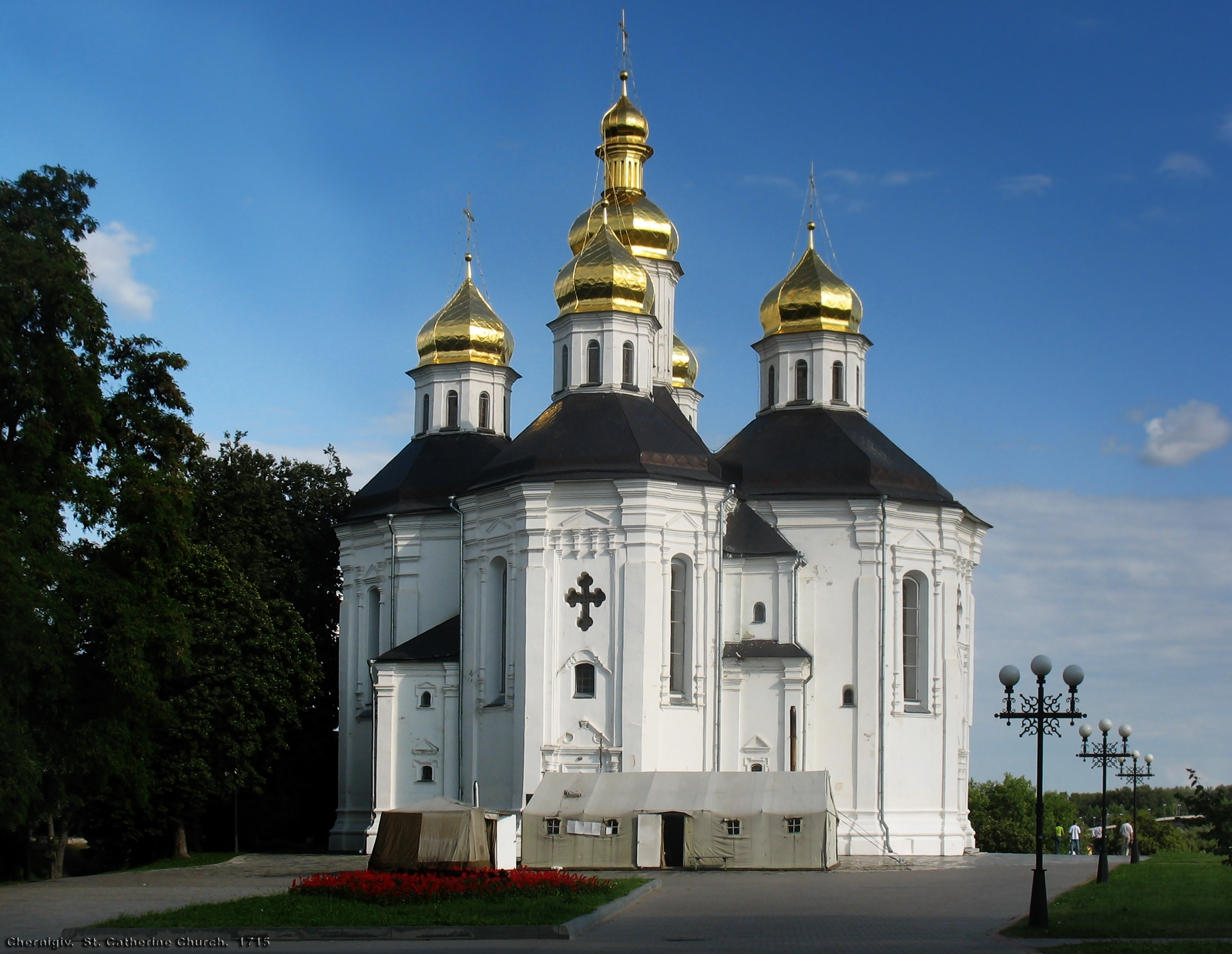
Kostel svaté Kateřiny
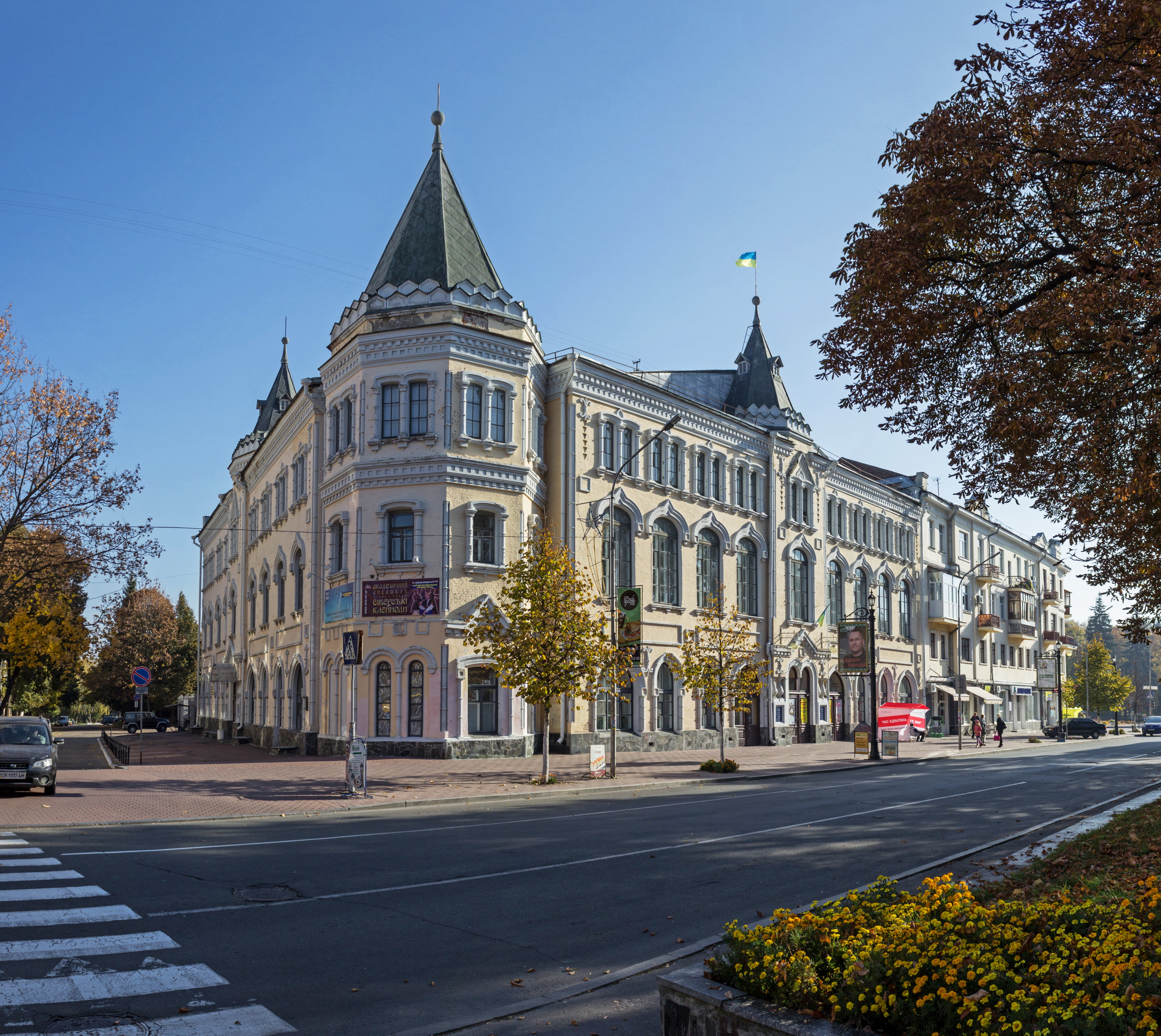
Černihivská filharmonie